# Pjotr Wrangel
Baron Pjotr Nikolajevič Vrangel (rusko Пётр Николаевич Врангель, Pjotr Nikolajevič Vrangel, nemško Peter von Wrangel), znan kot Črni baron, je bil častnik ruske carske armade baltsko-nemškega porekla. V zadnji fazi ruske državljanske vojne je bil poveljujoči general protiboljševiške Bele armade v južni Rusiji, *  27. avgust [O.S. 15. avgust] 1878, † 25. april 1928. 
Pjotr Wrangel, član ugledne plemiške družine Wrangel, je bil  rudarski inženir in se je prostovoljno prijavil v rusko carsko gardo. Med prvo svetovno vojno je z odliko služil kot poveljnik konjenice in dosegel čin generalmajorja. Po februarski revoluciji in izstopu Rusije iz vojne se je Wrangel umaknil na Krim. Po oktobrski revoluciji so ga aretirali boljševiki, a so ga kmalu izpustili. Kasneje je pobegnil s Krima in se pridružil protiboljševiški prostovoljni vojski belega gibanja. Leta 1918 je postal načelnik generalštaba Antona Denikina v oboroženih silah južne Rusije. 
Wrangel je aprila 1920 nasledil Denikina kot vrhovnega komandanta belih sil na Krimu. Kot vodja južnoruske vojaške vlade je poskušal izvesti obsežne zemljiške reforme, reorganiziral belo vojsko v rusko vojsko, bolj znano Wrangelova vojska, in vzpostavil stike z neodvisnimi protiboljševističnimi gibanji. Wrangel, ki ga je Rdeča armada številčno močno prekašala, se je soočal z gotovim porazom in leta 1920 organiziral množično evakuacijo s Krima. Na začetku svojega izgnanstva je živel v Carigradu in Srbiji in postal eden najvidnejših belih emigrantov. Leta 1927 se je preselil v Bruselj, kjer je leto kasneje umrl. 

## Družina
Wrangel je bil rojen v Novoaleksandrovsku v Kovenski guberniji, zdaj Zarasai, Litva, kot sin barona Nikolaja Jegoroviča Wrangela in Marije Dimitrijevne Demetjeve-Majkove. Baltsko-nemška plemiška družina Wrangel je bila del baltskega starega plemstva. Bila je nemškega porekla in prišla v Livonijo s Tevtonskim viteškim redom. Pjotr Nikolajevič Wrangel je bil daljni sorodnik slavnega raziskovalca Arktike Ferdinanda von Wrangela in pruskega generalfeldmaršala Friedricha von Wrangela. 
Njegov bratranec, baron Nikolaj von Wrangel, prav tako pripadnik Livonskega viteškega reda, je dosegel visok vojaški čin. Bil je adjutant velikega kneza Mihaela Aleksandroviča in se kot poveljnik 16. irkutskega huzarskega polka povzpel do čina polkovnika in kot štabni častnik velikega kneza do čina generalmajorja.

## Zgodnje življenje
Po diplomi na Visoki tehnični šoli v Rostovu leta 1896 in Inštitutu za rudarstvo v Sankt Peterburgu leta 1901 se je Wrangel prostovoljno prijavil v prestižno konjenico ruske carske garde. Po diplomi na Nikolajevem konjeniškem kolegiju je bil leta 1902 imenovan za rezervnega častnika. Kmalu zatem je dal odpoved in odpotoval v Irkutsk, kjer ga je generalni guverner dodelil k posebnim nalogam. 

## Vojaška kariera
Ob začetku rusko-japonske vojne februarja 1904 se je ponovno prijavil v vojsko in bil dodeljen 2. polku transbajkalskega kozaškega korpusa. Decembra 1904 je bil povišan v čin poročnika. 
Po koncu vojne je bil januarja 1906 prerazporejen v 55. finski dragonski polk, ki je pod poveljstvom generala A. N. Orlova sodeloval pri zatiranju uporov v Sibiriji. Leta 1907 se je vrnil v Konjeniški polk carske garde. Leta 1908 se je v Sankt Peterburgu poročil z Olgo Mihajlovno Ivanenko in imel z njo dva sinova in dve hčerki. Leta 1910 je diplomiral na Nikolajevski generalštabni akademiji in leta 1911 na konjeniški šoli. 
Na začetku prve svetovne vojne je bil Wrangel povišan v stotnika in poveljnika konjeniškega eskadrona. 13. oktobra 1914 je bil eden prvih ruskih častnikov, ki je prejel Red svetega Jurija (4. stopnje), najvišje vojaško odlikovanje Ruskega imperija. Decembra 1914 je bil povišan v čin polkovnika. Oktobra 1915 je bil premeščen na jugozahodno fronto in imenovan za poveljnika 1. polka transbajkalskih kozakov. 
Njegova enota je bila zelo aktivna v Galiciji v bojih proti Avstrijcem. Wrangel se je posebej odlikoval med Brusilovsko ofenzivo in bil januarja 1917 je bil povišan v čin generalmajorja. Kot tak je prevzel poveljstvo 2. brigade konjeniške divizije Usuri, ki je bila julija istega leta združena z drugimi konjeniškimi enotami v konsolidirani konjeniški korpus. Za obrambo reke Zbruh poleti 1917 je bil ponovno odlikovan z Jurijevim križcem (4. stopnje). 

## Ruska državljanska vojna
Po izstopu Rusije iz prve svetovne vojne je Wrangel odstopil s položaja in odšel živet na svojo dačo v Jalti na Krimu. Boljševiki so ga konec leta 1917 aretirali, nato pa je bil izpuščen in je pobegnil v Kijev, kjer se je pridružil ukrajinski državi Pavla Skoropadskega. Kmalu mu je postalo jasno, da nova vlada obstaja le zaradi vse manjše podpore Nemčije, zato se je avgusta 1918 pridružil protiboljševiški prostovoljni vojski s sedežem v Jekaterinodarju, kjer je dobil poveljstvo nad 1. konjeniško divizijo in čin generalmajorja. Po drugi kubanski kampanji konec leta 1918 je bil povišan v generalpodpolkovnika, moč njegove divizije pa je bila povečana na korpus. 
Avgusta 1918 se je Wrangel pridružil Denikinovi protiboljševiški vojski in decembra 1918 postal načelnik generalštaba oboroženih sil južne Rusije. Januarja 1919 je postal komandant Kavkaške prostovoljne vojske.
Po mnenju zgodovinarja Petra Keneza se je "Wrangel dobro boril, vendar je že v prvih tednih v vojski izstopal s svojim arogantnim obnašanjem". Po porazu boljševikov na severnem Kavkazu se je Denikin želel premakniti proti Caricinu, vendar ga je boljševiška grožnja zahodno od Dona prisilila, da je poslal vojsko na donsko fronto. Po Kenezovih besedah je "general Wrangel ostro kritiziral Denikinovo odločitev, ker je trdno verjel, da noben cilj ne more biti pomembnejši od srečanja s Kolčakovo armado nekje ob Volgi".
Wrangel je zaslovel kot spreten in pravičen poveljnik, ki v nasprotju z nekaterimi drugimi generali Bele armade ni dopuščal brezpravja in plenjenja svojih vojakov. Potem ko ni mogel združiti svojih sil s silami admirala Kolčaka in na Denikinovo vztrajanje, je povedel svoje sile proti severu proti Moskvi, ki je jeseni 1919 ni uspel zavzeti. Nadaljnje nesoglasje z Denikinom je privedlo do njegove odstranitve s poveljniškega položaja. Wrangel je 8. februarja 1920 odšel v izgnanstvo v Carigrad. 
Denikin je bil 20. marca 1920 prisiljen odstopiti in vojaški svet, ki ga je v Sevastopolu vodil general Abram Dragomirov, je zaprosil Wrangela, naj se vrne in mu ponudil položaj  vrhovnega poveljnika belih sil na Krimu. Wrangel je ponudbo sprejel in položaj prevzel 4. aprila 1920. Kot komandant bele vojske je sestavil  koalicijsko vlado, ki je poskušala uvesti obsežne reforme, vključno z zemljiško reformo. Priznal je in vzpostavil odnose z novimi protiboljševiškimi neodvisnimi državami, med drugim z Ukrajinsko ljudsko republiko in Demokratično republiko Gruzijo, čeprav je obe na koncu osvojila ruska Rdeča armada. Ruska državljanska vojna je bila takrat že tako daleč, da so bili ti ukrepi prepozni. Belo gibanje je hitro izgubljalo podporo, tako doma kot v tujini. 
Wrangela so v koračnici Rdeča armada je najmočnejša ovekovečili z vzdevkom "Črni baron". Koračnica je bila poziv za končanje vojne in bila v zgodnji Sovjetski zvezi v 20. letih 20.stoletja izjemno priljubljena. 
Od junija do oktobra 1920 je imel general Wrangel kot svoj štab v Melitopolu. Stavba, v kateri je bil štab, je kasneje postala lokalni zgodovinski muzej.
Potem ko je Rdeča armada na severnem Krimu postala številčno premočna, je Wrangel organiziral množično evakuacijo na obalo Črnega morja. Vsem častnikom, vojakom in civilistom je dal na izbiro evakuacijo in pot v neznano ali ostanek na Krimu. Tisti, ki so se odločili ostati na Krimu, so bili podvrženi brutalni represiji. Ubitih je bilo do 150.000 vojakov in civilistov. Ostanki ruske carske mornarice so postali znani kot Wrangelova flota. Zadnje vojaško in civilno osebje je Rusijo zapustilo  na krovu ladje General Kornilov 14. novembra 1920. 
Wrangel je sprva živel na svoji jahti Lucullus v Carigradu. V jahto se je zaletel in jo potopil italijanski parnik Adria, ki je priplul iz Batumija, ki je bil v sovjetskih rokah. Wrangel je bil takrat na kopnem in ostal živ, dogodek pa so mnogi obravnavali kot poskus atentata.

## Emigracija
Leta 1922 se je Wrangel preselil v Kraljevino Srbov, Hrvatov in Slovencev kot vodja vseh beloruskih beguncev. 
Leta 1924 je v Sremskih Karlovcih ustanovil Rusko vsevojaško zvezo, civilno organizacijo, ki je bila zasnovana tako, da je zajela vse ruske vojaške emigrante po vsem svetu. Cilj vojaške organizacije je bil boj proti boljševizmu.
Septembra 1927 se je Wrangel z družino preselil v Bruselj,  kjer je delal kot rudarski inženir. 
Leta  1928 je v berlinski reviji Belo delo (Белое дело) objavil svoje spomine.

## Smrt in pokop
Wrangel je nenadoma umrl 25. aprila 1928, verjetno potem, ko je zbolel za tifusom. Njegova družina je bila prepričana, da ga je zastrupil brat njegovega butlerja, ki je kratek čas živel z njimi v Bruslju in je bil domnevno sovjetski agent.
Pokopan je bil v Bruslju. Več kot leto kasneje so njegove posmrtne ostanke prepeljali v Beograd. 6. oktobra 1929 so na uradni javni slovesnosti njegovo truplo po njegovih željah pokopali v ruski cerkvi Svete Trojice v Beogradu.

## Družina
Poročen je bil z rusko plemkinjo Olgo Mihajlovno Ivanjenko (1883–1968), s katero sta imela dva sinova in dve hčeri: 
- Heleno Petrovno Wrangel (1909–1999), poročeno z baronom Fjodorjem von Meyendorffom in za njim s Phillipom Hillsommelom
- Petra Petroviča Wrangela (1911–1999), ki ni imel otrok
- Natalijo Petrovno Wrangel (1913–2013), poročeno z ruskim plemičem Aleksejem Jurijem Basilevskim
- Alekseja Petroviča Wrangela (1922–2005), poročenega z Ekaterino Nikolajevno von Lambsdorff, s katero ni imel otrok[20]

## Zapuščina
V srbskem mestu Sremski Karlovci, kjer je bil njegov sedež po izselitvi iz Rusije, so mu leta 2007 postavili spomenik. V času njegove smrti je bil tam sveti sinod Ruske pravoslavne cerkve zunaj Rusije, ki ima zdaj sedež v New Yorku, in rusko ministrstvo za kulturo.
Med rusko državljansko vojno je bila po Wrangelu imenovana bojna pesem Rdeča armada, Bela armada, Črni baron. V prvi kitici pesmi je opisan kot vodja belih in resna grožnja Sovjetski Rusiji. 
Številni ruski častniki so Wrangela tako visoko cenili, da je imel skoraj status svetnika. Po Hitlerjevem napadu na Sovjetsko zvezo junija 1941 so se nekateri ugledni vojaški emigranti zagovarjali stališče, za katerega so verjeli, da bi ga zavzel Wrangel.  Generalmajor Mihail Mihajlovič Zinkevič, na primer,  je sredi avgusta 1941 dejal: "Če bi bil general Wrangel danes živ, bi šel brez obotavljanja z Nemci".
Leta 2015 je vlada Ruske federacije začela repatriirati posmrtne ostanke belih emigrantov, pokopanih v tujini. Wrangelovi potomci so  vrnitev njegovih posmrtnih ostankov v Rusijo zavrnili, ker sedanja ruska vlada ni "obsodila zla [boljševizma]". To se je nanašalo predvsem na nepripravljenost Vladimirja Putina, da bi obsodil sovjetske zločine in izvedel ustrezno dekomunizacijo.
Pjotra Wrangela je v prvi sezoni srbske televizijske serije Sence nad Balkanom, v kateri so glavni liki Wrangelovi kozaki emigranti, upodobil ruski igralec Aleksander Galibin. 
Po umiku ameriških vojakov iz Afganistana septembra 2021, je Wrangelov vnuk Peter A. Basilevski v mnenjskem prispevku v The Wall Street Journal primerjal "birokratsko nesposobnost" vlade ZDA v Afganistanu z uspešno evakuacijo Bele armade novembra 1920, v kateri je bilo v mnogo težjih razmerah evakuiranih 150.000 vojakov in civilistov.

## Odlikovanja
- Red svete Ane 4. stopnje, 4. julij 1904
- Red svete Ane 3. stopnje, 9. maj 1906
- Red svetega Stanislava 3. stopnje z meči in lokom, 6. januar 1906
- Red svetega Stanislava 2. stopnje, 6. december 1912
- Red svetega Jurija 4. stopnje, 13. oktober 1914
- Red svetega Vladimirja 4. stopnje z meči in lokom, 24. oktober 1914
- Zlati meč svetega Jurija za hrabrost, 10. junij 1915
- Red svetega Vladimirja 3. stopnje z meči, 8. december 1915
- Križec svetega Jurija 4. razreda, 24. julij 1917
- Red svetega Nikolaja Čudodelca 2. stopnje
- Papeški Red Svetega groba Jeruzalemskega, 1920

## Delo
- Wrangel, Pyotr N. (1963) [1958]. Always with Honour [memoirs of General Wrangel]. New York: R. Speller. OCLC 600910469.
  - Ponatis Ls Press in 2022: ISBN 978-7-250-36444-1.
  - Ponatis Passage Publishing: ISBN 979-8695956818